# Iput I.
| i | p | w | t |

| i | p | w | t |

Iput I. byla staroegyptská královna, dcera krále Venise, posledního krále 5. dynastie. Provdala se za Tetiho, prvního faraóna 6. dynastie. Jejich synem byl Pepi I.

## Život
Iput byla dcerou krále Venise. Její matka byla Nebet, nebo Chenut. Provdala se za krále Tetiho, který byl prvním králem 6. dynastie. Měli syna Pepiho I. a možná i Veserkarea. Kosterní pozůstatky nalezené v její pyramidě dokazují, že zemřela jako žena ve středním věku.

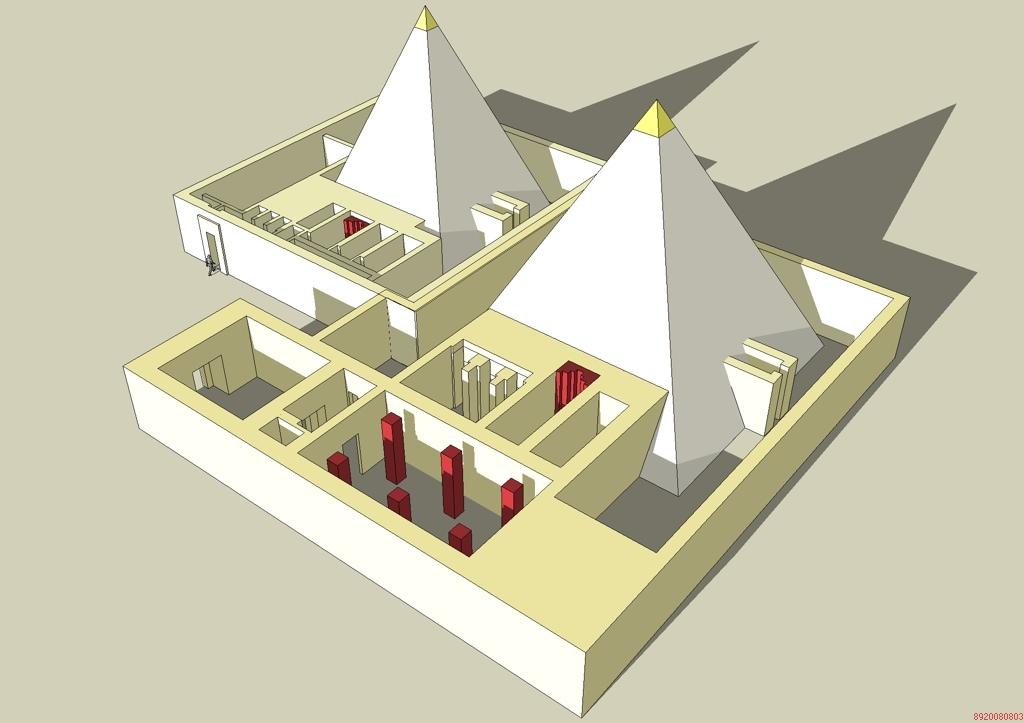
Pohled na obě pyramidy královen Iput I. a Chuit

Iput měla dalšího syna Nebkauhora. Měla i několik dcer: Sešsešet Waatetchethor, Sešsešet Idut, Sešsešet Nubchetnebty a Sešsešet Sathor.

## Hrobka
Iput byla pohřbena v Sakkáře, v pyramidě poblíž té Tetiho.
Pohřební komora obsahovala vápencový sarkofág a cedrovou rakev. Byly nalezeny pozůstatky ženy středního věku. Její ostatky jsou v Egyptském muzeu v Káhiře.